# Brachyscleroma medleri
Brachyscleroma medleri är en stekelart som beskrevs av Gupta 1994. Brachyscleroma medleri ingår i släktet Brachyscleroma och familjen brokparasitsteklar. Inga underarter finns listade.